# Ondjiva
Ondjiva este un oraș în Angola. Este reședința provinciei Cunene.